# Sous le ciel de Paris
Sous le ciel de Paris is een Franse dramafilm uit 1951 onder regie van Julien Duvivier.

## Verhaal
In deze episodefilm worden de lotgevallen van verschillende Parijzenaars geschetst. Een hengelaar verlaat zijn huis aan de Seine en ontmoet verschillende mensen. Een vrouw van het platteland ontmoet een beeldhouwer. Een studente poseert voor een modeblad en raakt in conflict met een opdringerige baas. Een meisje loopt van huis weg met een schurk. Een bejaarde vrouw kan de zwerfkatten geen eten geven.

## Rolverdeling
| Acteur         | Personage            |
| -------------- | -------------------- |
| Brigitte Auber | Denise Lambert       |
| Jean Brochard  | Jules Hermenault     |
| Paul Frankeur  | Milou                |
| Sylvie         | Mademoiselle Perrier |
| Daniel Ivernel | Georges Forestier    |